# Jungermanniales
Jungermanniales, red jetrenjarki u razredu Jungermanniopsida. Ime je ošlo po rodu Jungermannia. Sastoji se od 40 porodica.

## Podredovi i porodice
- Acrobolbineae Hässel
- Antheliineae Stotler & Crand.-Stotl.
- Balantiopsidineae R.M. Schust.
- Brevianthineae J.J. Engel & R.M. Schust.
- Cephaloziineae Schljakov
  - Adelanthaceae Grolle
  - Anastrophyllaceae L. Söderstr., De Roo & Hedd.
  - Cephaloziaceae Mig.
  - Cephaloziellaceae Douin
  - Lophoziaceae Cavers
  - Scapaniaceae Mig.
- Diettertiineae R.M. Schust. & Janssens
- †Diettertiaceae R.M. Schust. & Janssens
- Geocalycineae R.M. Schust.
- Herbertineae R.M. Schust.
- Jungermanniineae H. Buch
  - Acrobolbaceae E.A. Hodgs.
  - Antheliaceae R.M. Schust.
  - Arnelliaceae Nakai
  - Balantiopsidaceae Nakai
  - Blepharidophyllaceae R.M. Schust.
  - Calypogeiaceae Arnell
  - Endogemmataceae Konstant., Vilnet & A.V. Troitsky
  - Geocalycaceae H. Klinggr.
  - Gymnomitriaceae H. Klinggr.
  - Gyrothyraceae R.M. Schust.
  - Harpanthaceae Arnell
  - Hygrobiellaceae Konstant. & Vilnet
  - Jackiellaceae R.M. Schust.
  - Jungermanniaceae Rchb.
  - Notoscyphaceae Crand.-Stotl., Váňa & Stotler
  - Saccogynaceae Heeg
  - Solenostomataceae Stotler & Crand.-Stotl.
  - Southbyaceae Váňa, Crand.-Stotl., Stotler & D.G. Long
  - Stephaniellaceae R.M. Schust.
  - Trichotemnomataceae R.M. Schust.
- Lepicoleineae R.M. Schust.
- Lophocoleineae Schljakov
  - Blepharostomataceae W. Frey & M. Stech
  - Brevianthaceae J.J. Engel & R.M. Schust.
  - Chonecoleaceae R.M. Schust. ex Grolle
  - Grolleaceae R.M. Schust.
  - Herbertaceae Müll. Frib. ex Fulford & Hatcher
  - Lepicoleaceae R.M. Schust.
  - Lepidoziaceae Limpr.
  - Lophocoleaceae Müll. Frib. ex Vanden Berghen
  - Mastigophoraceae R.M. Schust.
  - Plagiochilaceae Müll. Frib.
  - Pseudolepicoleaceae Fulford & J. Taylor
  - Trichocoleaceae Nakai
- Myliineae J.J. Engel & Braggins ex Crand.-Stotl., Váňa, Stotler & J.J. Engel
  - Myliaceae Schljakov
- Perssoniellineae R.M. Schust.
  - Schistochilaceae H. Buch
- Pleuroziineae R.M. Schust.
- Ptilidiineae R.M. Schust.